# Latibulocrinis
Latibulocrinis là một chi bướm đêm thuộc phân họ Tortricinae của họ Tortricidae.

## Các loài
- Latibulocrinis curiosa Tuck, 1986